# Marco Caneira
Marco António Simões Caneira (9 de febrero de 1979) es un futbolista portugués que actualmente juega en el Videoton FC. Juega como lateral derecho o defensa central.

## Trayectoria
Empezó jugando en el Sporting de Portugal, donde lo cedieron un par de veces a equipos portugueses. Tras pasar por el Futebol Clube de Alverca dio el salto a Italia a la Reggina. Volvió a Portugal al Benfica y después pasó a jugar a Francia al Girondins Bordeaux. Fichó por el Valencia CF en 2004 por petición de Claudio Ranieri, entrenador del club valenciano, después de la primera temporada de Quique Sánchez Flores fue descartado y cedido al Sporting de Portugal. Su buena temporada en Lisboa le valió para regresar a Valencia.Y tras una pésima campaña en la 07/08, el 25 de junio firmó por cuatro temporadas nuevamente por el Sporting de Portugal, regresando así a su club de origen. En la temporada 2011-2012 es traspasado al Videoton húngaro, donde está jugando con titularidad, siendo considerado uno de los mejores centrales de la Liga Húngara

## Clubes
| Club                 | País                | Año       |
| -------------------- | ------------------- | --------- |
| Sporting de Portugal | Bandera de Portugal | 1995-1996 |
| S.C. Salgueiros      | Bandera de Portugal | 1996-1997 |
| Sporting de Portugal | Bandera de Portugal | 1997-1998 |
| SC Beira Mar         | Bandera de Portugal | 1998-1999 |
| FC Alverca           | Bandera de Portugal | 1999-2000 |
| Reggina Calcio       | Bandera de Italia   | 2000-2001 |
| SL Benfica           | Bandera de Portugal | 2001-2002 |
| Girondins Bordeaux   | Bandera de Francia  | 2002-2004 |
| Valencia CF          | Bandera de España   | 2004-2006 |
| Sporting de Portugal | Bandera de Portugal | 2006-2007 |
| Valencia CF          | Bandera de España   | 2007-2008 |
| Sporting de Portugal | Bandera de Portugal | 2008-2011 |
| Videoton FC          | Bandera de Hungría  | 2011-2015 |

## Selección nacional

### Participaciones en Copas del Mundo
| Mundial                | Año  | Sede                                        | Resultado    |
| ---------------------- | ---- | ------------------------------------------- | ------------ |
| Copa Mundial de Fútbol | 2002 | Bandera de Corea del Sur · Bandera de Japón | Primera fase |
| Copa Mundial de Fútbol | 2006 | Bandera de Alemania                         | Cuarto lugar |

## Títulos de clubs

### Campeonatos nacionales
| Título       | Club        | País              | Año  |
| ------------ | ----------- | ----------------- | ---- |
| Copa del Rey | Valencia CF | Bandera de España | 2008 |